# Hans Kundrat
Hans Kundrat (Vienna, 6 ottobre 1845 – Vienna, 25 aprile 1893) è stato un patologo austriaco.

## Biografia
Studiò medicina a Vienna, e come studente fu un dimostratore sotto Josef Hyrtl e Karl von Rokitansky. Nel 1868 conseguì il dottorato medico e rimane a Vienna come assistente di Rokitansky. Nel 1873 ottenne la sua abilitazione e nel 1877 raggiunse la cattedra di patologia presso l'Università di Graz. Cinque anni dopo ritornò presso l'Università di Vienna come presidente di patologia, posizione che mantanne fino alla morte. Uno dei suoi studenti più conosciuti era Richard Paltauf (1858-1924).
Nel 1893 egli fornì una descrizione completa del linfoma, ed era in grado di differenziarla da altre malattie quali la pseudoleucemia e alcune forme della malattia di Hodgkin. Storicamente, un altro nome per il linfoma era "la malattia di Kundrat". Nel campo della ginecologia, con George Julius Engelmann, fu il primo a documentare i cambiamenti ciclici che si verificano nell'endometrio.

## Opere
- Ueber lympho-sarkomatosis. Wien. kim. Wschr. 6: 211-213, 234-239, 1893.
- Untersuchungen des menschlichen Endometriums;  H. Kundrat (1845–1893) und G.J. Engelmann (1847–1903).